# Louise Honorine Crozat du Châtel
Louise Honorine Crozat du Châtel, duchesse de Choiseul, née le 28 mars 1737 à Paris où elle est morte le 3 décembre 1801, est une épistolière française.

## Biographie
Née dans l’hôtel du Chastel de la rue de Richelieu, Louise-Honorine était fille du marquis Louis François Crozat et de Marie-Thérèse-Catherine de Gouffier, et petite-fille d'Antoine Crozat, première fortune de France sous Louis XIV.
Déjà Choiseul par sa mère, elle a épousé, le 22 décembre 1750, le duc de Choiseul, pair de France, marquis de Stainville et de La Bourdaisière, chevalier des ordres du Roi et de la Toison d’Or, lieutenant-général, gouverneur de Touraine, qui a été premier ministre de Louis XV, à deux reprises entre 1758 et 1770, lui apportant 120 000 livres de rente et l'hôtel Crozat, construit en 1706 par Cartault pour Pierre Crozat,, grand-oncle de l'épousée.
Un peu effacée par la position de son mari, elle a repris le beau rôle pendant l’exil de son mari à Chanteloup. La disgrâce politique de son mari a été le signal de sa ruine domestique. Tombé du pouvoir, le duc de Choiseul n’avait plus que des dettes. Le 25 janvier 1772, la duchesse, à qui était revenu en propre, après la mort du marquis du Chastel, l’hôtel de la rue Richelieu, qui comportait alors 4 626 toises de superficie (environ 17 000 mètres) l’a vendu à Jean-Joseph de La Borde, écuyer, seigneur de La Ferté Vidame, conseiller secrétaire du Roi, etc., avec la propriété de la cour du Dragon et d’autres immeubles, moyennant 950 000 livres. Elle a entretenu, à cette occasion, une correspondance avec la célèbre salonnière Marie du Deffand, qui a été publiée par les soins du marquis de Saint-Aulaire, avec une introduction.
À la mort de son mari qui, fidèle à ses habitudes de générosité et de faste et, sans se préoccuper des dettes immenses qu’il laissait après lui, avait, par ses dernières volontés, comblé de bienfaits tous ceux qui l’avaient servi, lorsque les hommes d’affaires lui conseillaient vivement de profiter de la séparation de biens et de s’en tenir à ses droits : « C’est bien mon intention, répondit-elle, d’user d’un droit auquel rien ne pourra me faire renoncer » et elle garantit aussitôt toutes les libéralités de son mari, s’engageant à payer toutes ses dettes. Le lendemain elle se retirait au couvent des Récollettes de la rue du Bac avec une seule domestique, renonçant à la vie somptueuse à laquelle elle était habituée. Elle a consacré tous ses revenus à éteindre les dettes de son mari et payé plus de 300 000 écus par an jusqu’à la Révolution.
Les couvents ayant été supprimés par la Révolution, devenue la citoyenne Choiseul, elle a trouvé refuge dans un entresol de l’hôtel de Périgord, rue de Lille, avant d’emménager au n° 1514 rue Saint-Dominique, à l’hôtel de Dilon, au coin de la rue de Bourgogne. Pendant la Révolution, elle a vu s’effondrer autour d’elle toute l’ancienne société française et disparaitre par l’émigration ou par l’échafaud tous ceux avec qui elle avait vécu depuis son enfance. Elle aurait pu, comme tant d’autres, chercher une retraite facile à l’étranger, mais la confiscation de ses biens aurait ruiné des créanciers qui n’avaient d’autre gage que sa bonne foi et sa parole. Pas un instant elle n’a songé à quitter la capitale, malgré les dangers qu’elle pouvait y courir.
Fidèle à sa conduite, elle n’a pas hésité à risquer sa vie pour sauver celle de ses amis. Ainsi, lorsque l’archéologue Jean-Jacques Barthélemy, grand ami des Choiseul, a été arrêté comme aristocrate et conduit, le 2 septembre 1793, à la prison des Madelonnettes, aussitôt informée, bien qu’elle eût tout intérêt à se faire oublier, n’a pas hésité à courir réclamer l’abbé au Comité de sûreté générale. C’était jouer sa tête, mais que lui importait. Et son courage été récompensé : elle a si bien plaidé la cause de son vieil ami, elle a défendu avec tant de chaleur ce vieillard inoffensif, accablé d’infirmités et âgé de près de quatre-vingts ans, qu’elle a fini par arracher un ordre d’élargissement aux juges.
Ayant ainsi appelé l'attention sur elle, le 2 floréal an II (21 avril 1794), à neuf heures du matin, Lafitte, commissaire de police, et Carrelé, membre du comité révolutionnaire de la section des Invalides, se présentaient à son domicile, munis d’un ordre d’arrestation du CSG. incarcérée à la maison d’arrêt des Oiseaux, rue de Sèvres, accompagnée de sa femme de chambre. Ce qui la désolait surtout était la pensée d’être dans l’impossibilité de continuer à payer les créanciers de son mari, sentiment qui se montre nettement dans une supplique adressée au Comité de Sûreté Générale pour demander sa mise en liberté. Les demandes de remise en liberté affluant de toute part, elle a été élargie, le 10 vendémiaire an III (1er octobre 1794).
Après avoir échappé presque miraculeusement à la mort, elle a repris sa vie obscure et retirée, consacrant toute son existence et tous ses efforts à payer les dettes de son mari. Les événements de la Révolution l’avaient frappée comme tout le monde, et elle avait perdu presque toute sa fortune. Vivant dans l’isolement et le dénuement le plus complet, ayant vu disparaitre tous ses amis, tous ses parents, elle a terminé ses jours dans la misère.

## Réception
« Madame de Choiseul a bien les honneurs de cette Correspondance ; son nom doit s’ajouter désormais à la liste des femmes qui ont bien pensé et bien écrit. C’est une conquête de plus que la littérature vient de faire sur l’ancienne société »

— Sainte-Beuve.

## Jugements
« Madame de Choiseul a été l’être le plus moralement parfait que j’aie connu : elle était épouse incomparable, amie fidèle et prudente, et femme sans reproche. C’était une sainte, quoiqu’elle n’eût d’autres croyances que celles que prescrit la vertu ; mais sa mauvaise santé, la délicatesse de ses nerfs, la mélancolie de son humeur, et la subtilité de son esprit, la rendaient sérieuse, sévère, minutieuse, dissertatrice, métaphysicienne, et presque prude. Voilà du moins comme elle était représentée à son mari par sa sœur, et le cercle joyeux qui se divertissait chez elle. Malgré cela, il était pénétré d’estime, de reconnaissance, et de respect pour une femme qui l’adorait, qui lui conciliait les ennemis de sa sœur, et à qui son cœur rendait la justice d’avoir une vertu plus pure, plus solide, et plus méritoire que n’était la sienne »

— Baron Gleichen.